# Alfonso Soriano

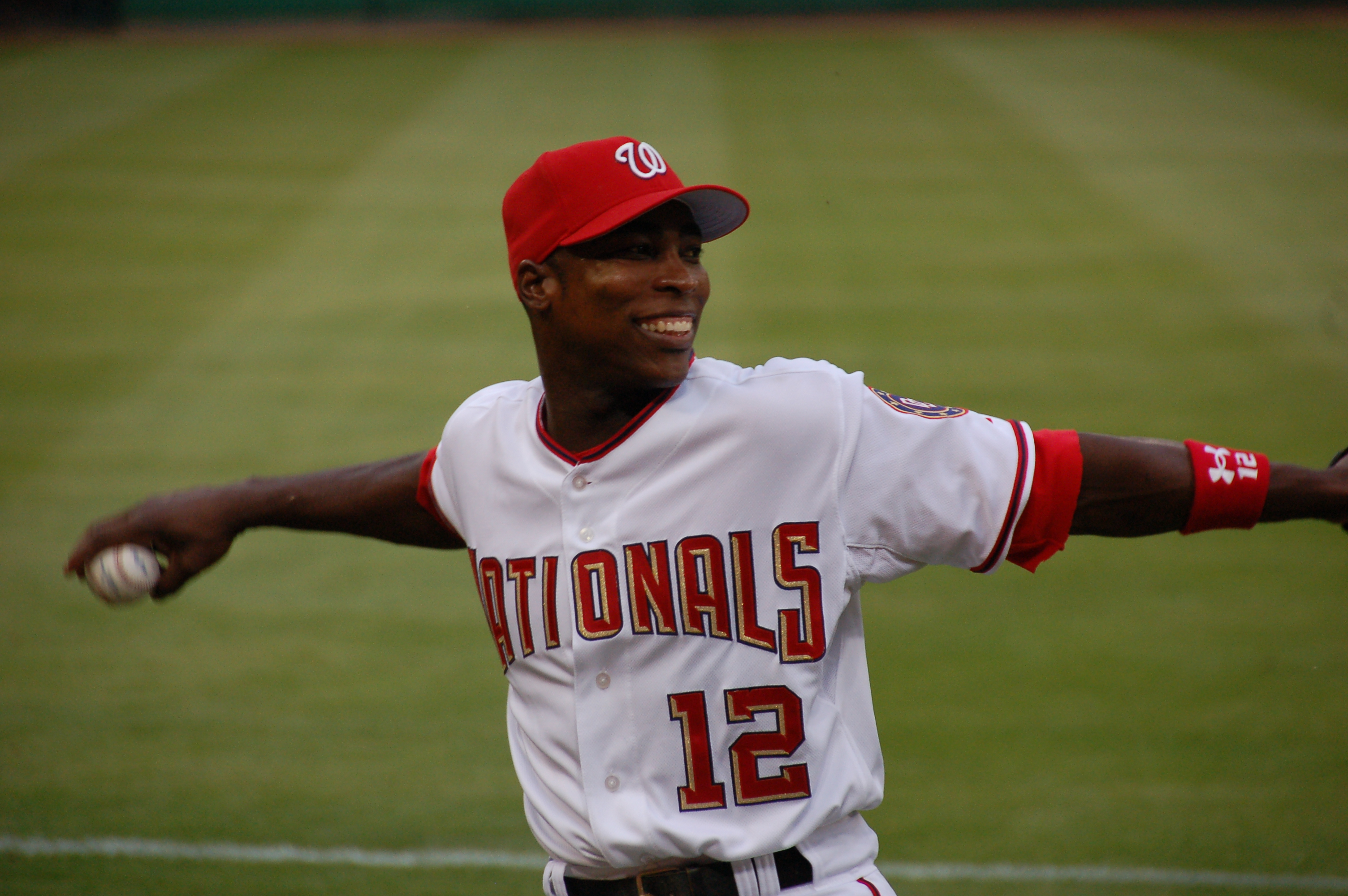
Soriano i Washington Nationals dräkt 2006.

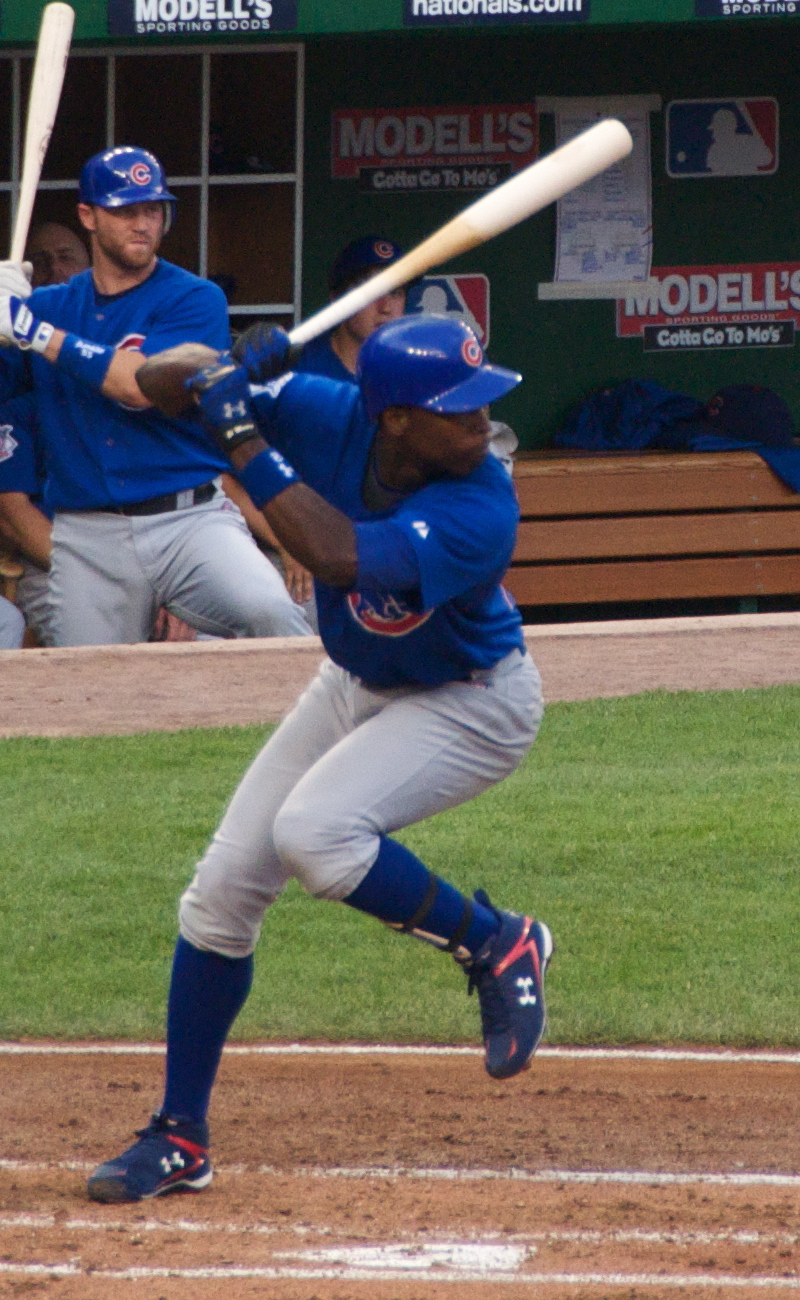
Soriano i Chicago Cubs dräkt 2009.

Alfonso Guilleard Soriano, född den 7 januari 1976 i San Pedro de Macorís, är en dominikansk före detta professionell basebollspelare som spelade 16 säsonger i Major League Baseball (MLB) 1999–2014. Soriano var leftfielder och andrabasman.
Soriano är en av bara fyra spelare i MLB:s historia att slå minst 40 homeruns och stjäla minst 40 baser under samma säsong, vilket han lyckades med 2006.

## Karriär
Soriano inledde sin professionella karriär i den japanska ligan Nippon Professional Baseball (NPB) som 21-åring 1997, men efter den säsongen bestämde han sig för att pröva lyckan i MLB. Hans japanska klubb försökte stoppa honom, men efter att inte ha spelat på ett år började han i en av New York Yankees farmarklubbar 1999. Redan samma år debuterade han i MLB för Yankees.
Soriano spelade för Yankees till och med 2003, varefter han byttes bort till Texas Rangers i utbyte mot Alex Rodriguez. Soriano spelade för Rangers 2004–2005 och för Washington Nationals 2006. 2007 gick han till Chicago Cubs.
Den 18 augusti 2012 nådde Soriano milstolpen 1 000 RBI:s (inslagna poäng). Han blev därmed den sjätte spelaren i MLB:s historia att nå 1 000 RBI:s, 400 doubles, 350 homeruns och 250 stulna baser.
I slutet av juli 2013 byttes Soriano bort av Cubs till sin gamla klubb New York Yankees. Yankees var skadedrabbade och behövde förstärkning offensivt. Några veckor senare, den 11 augusti, nådde Soriano milstolpen 2 000 hits. Under fyra matcher den 13–16 augusti hade han sammanlagt 18 RBI:s. Det var ett tangerat MLB-rekord som bara hade hänt fem gånger tidigare i MLB:s historia. Soriano utsågs till veckans spelare i American League för den 12–18 augusti. Bara drygt en vecka senare nådde Soriano en ny milstolpe – 400 homeruns. Han blev därmed den sjätte spelaren i MLB:s historia att nå 400 homeruns, 2 000 hits och 250 stulna baser, efter Willie Mays, Andre Dawson, Barry Bonds, Gary Sheffield och Alex Rodriguez. Över huvud taget var Sorianos första månader i Yankees dräkt en stor succé som överträffade klubbens förväntningar; bland annat hade han flest homeruns (15) och RBI:s (47) i hela MLB från och med den första matchen för Yankees till och med den 15 september.
Den 12 maj 2014 blev Soriano den sjunde spelaren i MLB:s historia att nå 1 000 hits i både American och National League. Han blev samtidigt den första i MLB:s historia att nå 1 000 hits, 500 poäng, 500 RBI:s, 100 homeruns och 100 stulna baser i båda ligorna. I början av juli petades han dock från Yankees spelartrupp då klubben hade för många outfielders och han var den som ansågs ha presterat sämst. På 67 matcher hade han ett slaggenomsnitt på 0,221, sex homeruns och 23 RBI:s. Några dagar senare släpptes han av Yankees och blev free agent.
I början av november 2014 tillkännagav Soriano att han avslutade karriären. Vid den tidpunkten låg han på 50:e plats i MLB:s historia med 412 homeruns.